# Sufragi universal
|  | No s'ha de confondre amb Cens universal. |

El sufragi universal dret legal consistent a donar el dret a vot tota la població adulta d'un estat, independentment de la seva ètnia, sexe, creences o classe social.
L'assoliment del sufragi universal s'ha donat a partir d'una evolució en la democràcia. Després de la Revolució francesa el poder polític va començar a estar en mans de cambres de representants, per la qual cosa calia regular-ne el sistema d'elecció. Així, es començà amb el sufragi censatari, en el qual votaven només els homes amb determinats requisits d'instrucció, renda i classe social; es passà més tard pel sufragi masculí (segona meitat del segle xix), en què podien votar tots els homes que sabessin llegir i escriure. Fins a arribar al sufragi femení (principis del segle xx), a la inclusió dels analfabets i gent de totes les ètnies (segona meitat del segle XX).

## Limitacions al sufragi universal

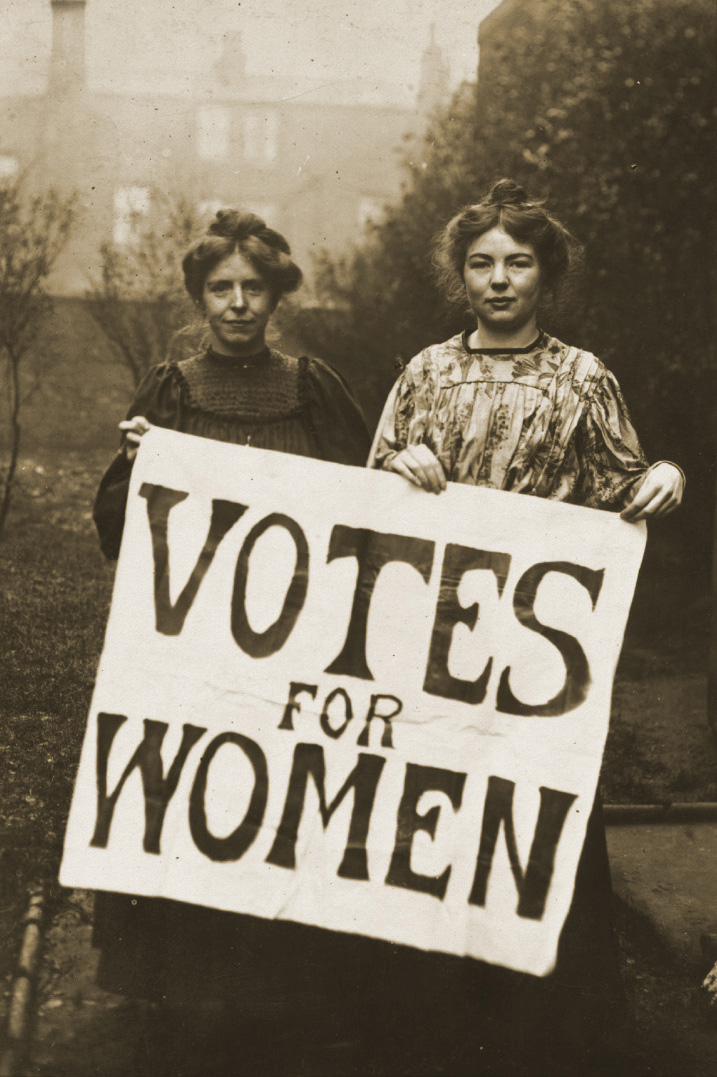
Dues dones sostenen un cartell en què es demana el sufragi femení al Regne Unit el 1908

Malgrat que sigui considerat un assoliment de la democràcia i una condició imprescindible en tot sistema polític modern, al llarg de la història dels segles XIX i XX, i fins i tot en l'actualitat, el sufragi universal no ha estat possible per diverses realitats polítiques, grups de pressió o règims polítics.
Molts sistemes dels autodenominats "universals" exclouen constitucionalment i legalment votants potencials. Així, els ciutadans presos i els malalts mentals són exclosos de la població amb dret a vot, per la qual cosa realment segueixen el sistema del sufragi censatari.
En el passat, nombroses societats han negat el dret a votar basant-se també en diferències d'ètnia o identitat. Per exemple, durant l'era de l'apartheid sud-africà, no era permès el vot a ètnies que no fossin la blanca. Igualment ocorria en l'època dels predrets civils als Estats Units on, tot i que els afroamericans tenien tècnicament dret a votar, se'ls negava l'exercici amb intimidacions o altres mitjans. El Ku Klux Klan, format després de la Guerra civil nord-americana, fou una de les organitzacions que va destacar en aquesta repressió.
Hi ha hagut moments en què als militars se'ls ha negat el dret al vot. Aquesta privació del dret al vot imposada en determinats estats (per exemple, a França durant la III república) té motius complexos. D'una part, es tracta d'impedir la pressió dels oficials sobre els soldats, que deformaria el vot (tals fets no eren estranys durant el Consolat o el II Imperi a França i fins i tot en certes repúbliques sud-americanes actuals). Es tractava, d'altra banda, d'evitar la intrusió de la política en l'exèrcit, com a perjudicial per a la disciplina militar.

## A l'estat espanyol
A l'estat espanyol, des de la Constitució de Cadis de 1812, el sufragi era censatari, limitat a propietaris i persones amb determinades "capacitats".
Durant el breu període del Sexenni Democràtic i la Primera República (1868-1874) fou la primera vegada que s'implantà el sufragi universal directe dels homes majors de 25 anys. Fins als 1890 no s'aprova el sufragi universal dels homes menors de 25 anys, amb el govern liberal de Sagasta. El 1931 la Segona República dona el dret de sufragi també a les dones, que s'aplicà per primera vegada en les eleccions generals de 1933.

## Cronologia del sufragi universal per estats
Tot seguit es mostra una llista cronològica de països i la data en la qual aconseguiren implantar per primera vegada el sufragi universal:

### Àfrica
- Sud-àfrica - 1994 (eleccions sud-africanes de 1994)

### Amèrica
- Argentina - 1947 (es reconeix el dret a vot de les dones).
- Xile - 1949 homes i dones majors de 21 anys (el 1934 les dones tenien el vot per a les eleccions municipals).

1970, majors de 18 anys i analfabets 
- Canadà - 1960
- Colòmbia - 1956
- Estats Units - 1965
- Uruguai - 1932

### ÀsiaiOceania
- Austràlia - 1962
- Índia -- 1950 (com a part de la seva constitució).
- Iraq - 2005
- Israel-Palestina - 1948
- Japó - 1945
- Malàisia - 1955
- Nova Zelanda - 1893
- Sri Lanka - 1931
- Turquia - 1931

### Europa
- Alemanya - 1871
- Àustria - 1918
- Bèlgica - 1948
- Txèquia - 1918
- Dinamarca - 1915 (amb Islàndia).
- Eslovàquia - 1918
- Estat espanyol - 1931 (durant el període republicà 1933-1939, abolit per la dictadura del 1939 al 1977 i reinstaurat el 1977).
- Estònia - 1918
- Finlàndia - 1906 (a les eleccions locals: 1917).
- França - 1944
- Grècia - 1952
- Hongria - 1918
- Irlanda - 1922
- Itàlia - 1945
- Liechtenstein - 1984
- Lituània - 1922
- Luxemburg - 1919
- Noruega - 1913
- Polònia - 1919
- Portugal - 1976
- Regne Unit - 1928
- Romania - 1923
- Rússia - 1917
- Suècia - 1921
- Suïssa - 1990